# De e jag som är Sanna
De e jag som är Sanna, musikalbum från 2006 av Sanna Carlstedt. Skivan är utgiven av skivbolaget Satellite Records.

## Låtlista
1. Önskelistan
2. Frihet
3. Igen
4. Trött
5. Älskar dig
6. Kärleksvisa i sommarregn
7. Singelvisan
8. Ett glas vin
9. God morgon
10. Hässelby
11. Cecilia